# 義経記
『義経記』（ぎけいき）は、源義経とその主従を中心に書いた作者不詳の軍記物語。全8巻。南北朝時代から室町時代初期に成立したと考えられている。能や歌舞伎、人形浄瑠璃など、後世の多くの文学作品に影響を与え、今日まで義経やその周辺の人物のイメージの多くは『義経記』に拠っている。
なお、「源義経（みなもとのよしつね）」の読みは訓読みで「よしつね」であるが、本書では音読みで「ぎけいき」と読む。森銑三は中世・近世期には個人に対する敬意を表す意味で人名を音読みする習慣があったことを指摘し、同様の事例には織田信長の半生を記した『信長記（信長公記、しんちょうき）』の例を挙げている。

## 概説
国文学者の岡見正雄は、本作が軍記物として『平家物語』に基づいた上で生い立ちと没落の書き加えられた、室町時代の要素が色濃い義経が描かれていると述べている。
民俗学者の柳田國男は、一部の描写の細かさや義経一行の不自然な回り道から、本作が各部分が別の地域の異なる作者たちによって記されたことや、長楽寺など鎌倉、中仙道、奥州街道付近時宗の寺院の関係者が物語の普及に関与した可能性を指摘している。

## あらすじ

### 第一巻
義朝都落の事
義経の父義朝は平治元年（1160年）12月27日に平治の乱にて藤原信頼側に属すも、京での戦に敗北し、先祖代々仕えてきた家来たちを失い、残り20数騎で成人していた三人の子供を連れて東国へ落ち延びる。長男の義平は越前にて北国の加勢を得ようとするも失敗し、近江の石山寺に籠城するも平家の追手を差し向けられ、京都の六条河原にて斬り殺される。次男の朝長も山賊の矢で膝を射られ、美濃の青墓宿にて没する。義朝はそれ以外にも多くの子供を設けていて、熱田大宮司の娘由良御前との間に頼朝が、九條院の常盤御前は7歳の今若、5歳の乙若、その年に生まれたばかりの牛若がいた。
常盤都落の事

### 第八巻
判官御自害の事
十郎権頭兼房に促され、義経はいまの劔という刃長6寸5分の短刀を用いて左胸下部を刺し貫き、内臓を抉りだした後に衣服の袖で拭う。北の方も敵の近づく中嘆きながらも自害し、5歳の亀鶴御前と生後7日の姫君を兼房は切り殺す。義経は北の方の亡骸の手を取り、兼房に宿所を火にかけるよう命じると絶命する。

## 関連画像

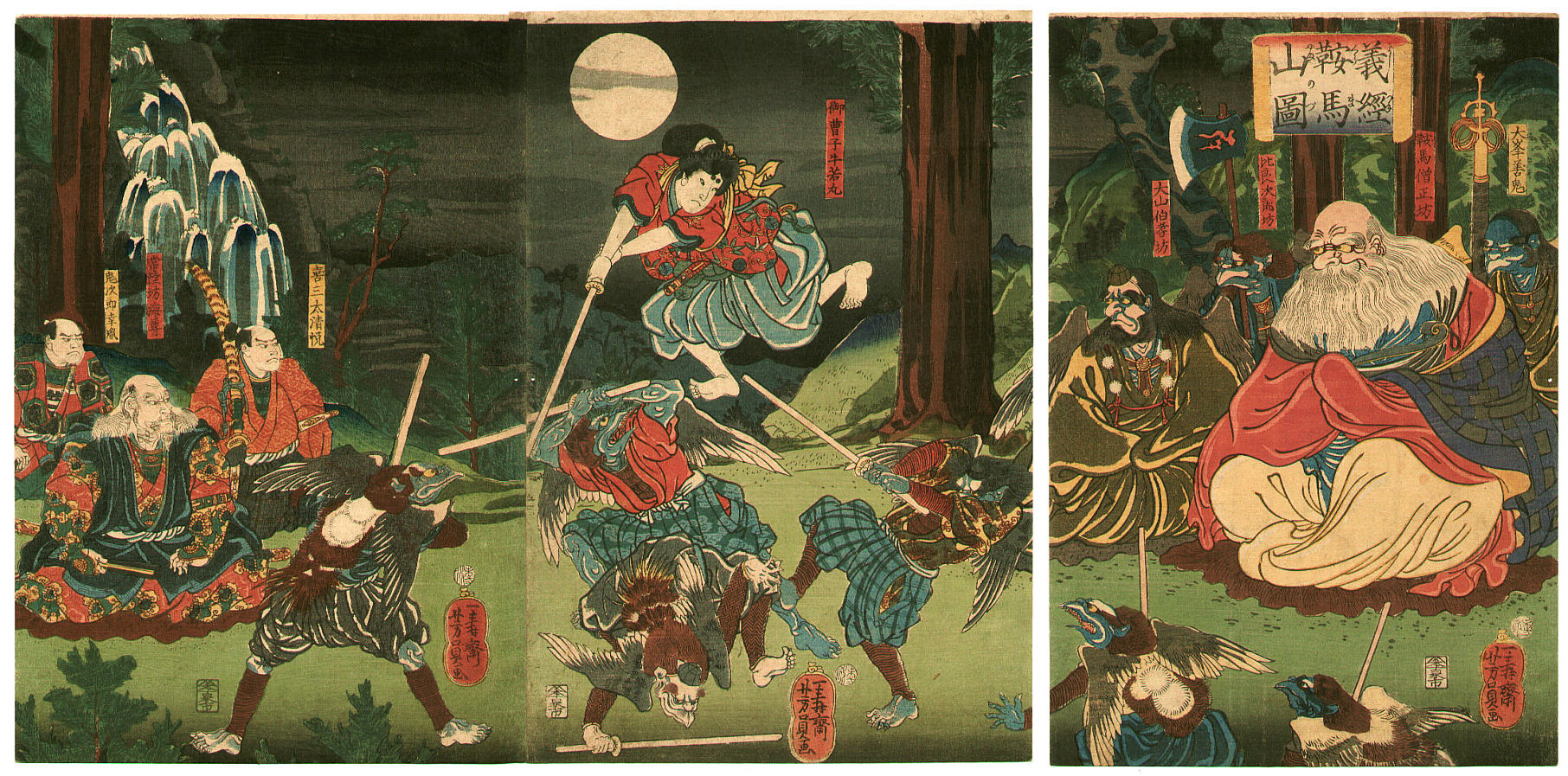
義経鞍馬山之図。鞍馬山での天狗との修行（月岡芳年画）
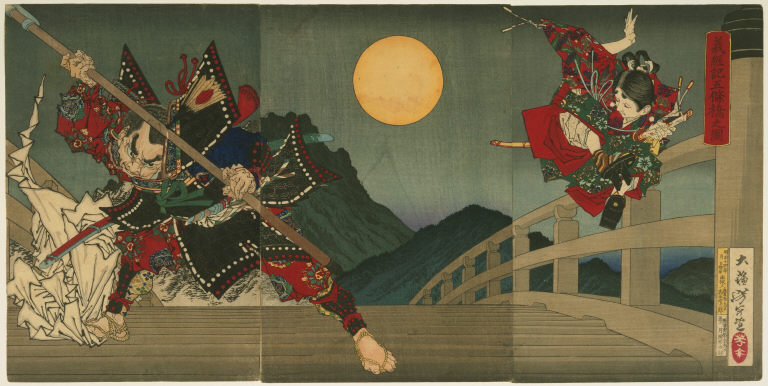
義経記五条橋之図。五条の大橋で戦う義経と弁慶（月岡芳年画）
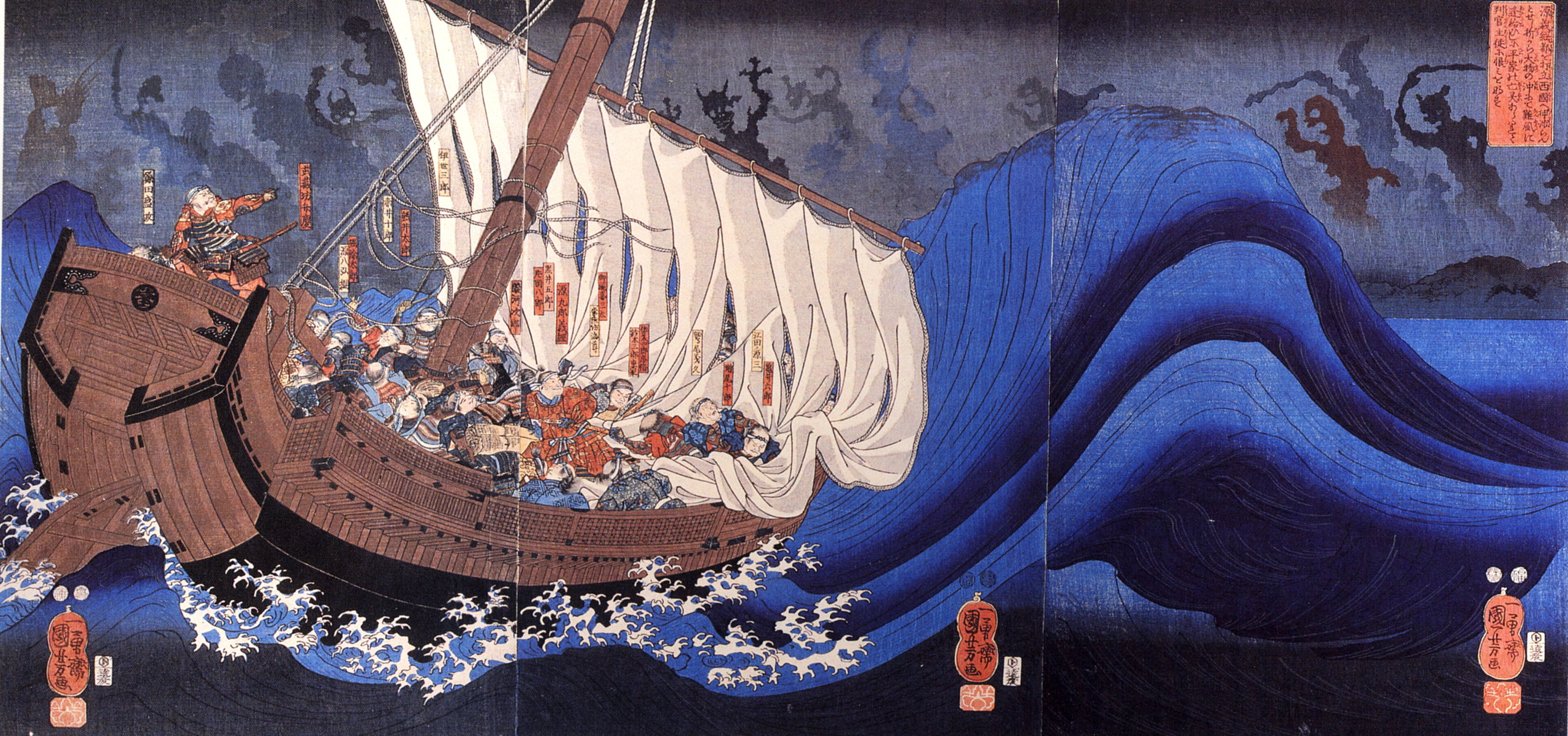
大物浦平家之亡霊。平家の亡霊に追われる義経一行（歌川国芳画）

## 関連作品
- 能音楽劇　義経記

義経記を題材とし、三味線、朗読、歌、能舞で構成された舞台。2013年から年に数回開催されている。
- 音楽・演奏：上妻宏光
- 朗読・歌・脚本監修：デーモン閣下
- 能舞：山井綱雄(金春流能楽師）
- 地謡：髙橋忍(金春流能楽師）

## 関連文献
- 岡見正雄校注『日本古典文学大系37　義経記』 岩波書店、初版1959年
- 梶原正昭校注・訳『日本古典文学全集31　義経記』 小学館、初版1971年
  - 『新編 日本古典文学全集62　義経記』小学館、2000年
- 佐藤謙三・小林弘邦 訳 『義経記』 平凡社東洋文庫（全2巻）、1979年、ワイド版2003年。平凡社ライブラリー（全1巻）、2024年
- 高木卓訳 『現代語訳　義経記』 河出文庫　2004年
  - 元版『古典日本文学全集17　義経記　曽我物語』 筑摩書房　1966年
- 角川源義、高田実 『源義経』 角川新書　1966年、講談社学術文庫　2005年
- 高橋富雄 『義経伝説　歴史の虚実』 中公新書、1966年
- 五味文彦 『源義経』 岩波新書、2004年
- 五味文彦 『物語の舞台を歩く 義経記』 山川出版社　2005年
- 菱沼一憲 『源義経の合戦と戦略　その伝説と実像』角川学芸出版［角川選書］ 2005年
- 大塚ひかり『大塚ひかりの義経物語』 角川ソフィア文庫　2004年
- 西津弘美訳、西沢正史監修 『義経記　現代語で読む歴史文学』 勉誠出版　2004年
- 近藤好和 『源義経　後代の佳名を貽す者か』 ミネルヴァ書房〈ミネルヴァ日本評伝選〉　2005年
- 藪本勝治 『義経記　権威と逸脱の力学』 和泉書院　2015年